# 結城のの
結城 のの（ゆうき のの、1996年8月30日 - ）は、日本のタレント。元AV女優。

## 来歴
2018年6月にアイデアポケット専属女優としてAVデビューする。
2019年7月にアタッカーズ専属女優となる。
2020年11月にアタッカーズ卒業を報告し、12月に企画単体女優となる。
2023年3月にツイッターで同年12月31日にAV女優引退を発表し、所属したクローネを退所。
2024年1月4日にnonoへ改名し、以後はタレントとして活動することをSNSで発表。

## 人物
- 趣味は映画鑑賞・ジョギング、特技は水泳。
- 学生時代はサッカーチームに所属し、部活は吹奏楽部だった[1]。
- 剛毛なためパイパンにしようと思ったこともあったが、顔とのギャップがいいとスタッフに毛並みをほめられたことがある[6]。

## 作品

### アダルトDVD
- FIRST IMPRESSION 126 見た目と違ってスイッチ入るとドエロくなる最高のギャップ現役女子大生 AVデビュー!（6月19日、アイデアポケット）
- 恥ずかしいけどたくさんイッちゃった♡ 純粋女子大生の恥ずイキ5本番&辱めオナニー（7月19日、アイデアポケット）
- ぐうかわ同級生はボクに従順なペットメイド 大好きなあの娘を飼いならす（8月19日、アイデアポケット）
- フェラチオ大好き過ぎて… 絶対即尺!からの本番! 連射お約束♡ 凄テクソープ嬢（9月13日、アイデアポケット）
- デビュー作からレビューを騒がした結城のののとんでもなくエロい騎乗位をもう一度見たくて騎乗位作品を企画したらさらに進化してた件www もうほんとすごい（10月13日、アイデアポケット）
- 狙われた通学路 共謀痴漢電車（11月13日、アイデアポケット）
- おじさん大好き痴女美少女が中年チ○ポを射精へ誘う 焦らし寸止め舐めまくり性交（12月13日、アイデアポケット）

- 禁欲1ヶ月で感度急上昇! イキ潮1800cc! お漏らし430cc! 大絶頂82回! 快感失禁エクスタシー（1月13日、アイデアポケット）
- 祝解禁!! 人生初生ハメ中出し ゴムなし! 疑似なし! 偽りなし! 100%本物ドロッドロザーメンを子宮に思う存分ブチまける!（2月13日、アイデアポケット）
- 小悪魔お姉さんが騎乗位でやりたい放題したあげく放尿までしていじめられたボク（3月13日、アイデアポケット）
- 巨乳全開で猛アピールしてくる僕の彼女の小悪魔妹（4月13日、アイデアポケット）
- 中年好きな文学美少女に身動きできない状態でじっくりねっとり痴女られる。（5月13日、アイデアポケット）
- 女教師完全支配 結城のの（7月7日、アタッカーズ）
- 公開奴隷倶楽部 商品No.069 新人アナウンサー・佐藤綾子  結城のの 水城奈緒（8月7日、アタッカーズ）
- この女、生意気だからレイプしてよ。 受付嬢強姦計画（9月7日、アタッカーズ）
- 背徳の契り 若妻家庭内調教（10月7日、アタッカーズ）
- 幼い頃からずっと見てきた娘の親友が新卒で入社してきたので俺の性玩具にしてやった。（11月7日、アタッカーズ）
- いじめられていた僕を助けてくれた幼馴染が目の前で輪姦されているのに…（12月7日、アタッカーズ）

- 毒親による性的虐待の真実 お父さん… 私、娘だよ（3月7日、アタッカーズ）
- 大好きだった元教え子との再会。俺は自分を抑えきれずに…。（4月7日、アタッカーズ）
- 養女奴隷5月7日、アタッカーズ）
- 夫の目の前で犯されて― 騙された若妻（6月7日、アタッカーズ）[2]
- 私が犯されたあの日（7月7日、アタッカーズ）
- ねぶり姫（9月7日、アタッカーズ）
- 強制受胎闇市場 4 結城のの（10月7日、アタッカーズ）
- 蟷螂画廊 蠢く愛虐の果て 結城のの 神納花（11月7日、アタッカーズ）
- 羞恥男女が体の違いを全裸になって学習する質の高い授業を実践する共学高校の保健体育 5（12月10日、サディスティックヴィレッジ）
- 美人すぎるナースがオナニーできない僕を不憫に思ったのか「内緒ですよ…」とこっそり騎乗位で中出しまで… でも満足し足りなかったのかそのまま今度は激しい腰振り杭打ちピストンで上書き中出し!! 2（12月18日、DOC）

- 「もうイってるから許して!!」 家事代行サービスで派遣されてきた美人スタッフのエロ過ぎるデカ尻に即挿れ!! 杭打ちピストン中出し25発射!!!（1月1日、DOC）
- 乳首舐めシックスナインからのシックスナイン（1月25日、SEX Agent/妄想族）
- 「童貞君の包茎ち○ぽの皮を剥いて洗ってもらえませんか!?」 素人奥様が童貞君と密着混浴! 母性たっぷりち○ぽを泡洗い! カチカチにズル剥けた童貞ち○ぽに赤面発情! そのまま優しく筆下ろしSEX! 2（1月29日、赤面女子）
- 羞恥! 男女平等参画特別推進学区 本年度より毎週月曜日は、全裸登校日とする 2021年新学期編（2月25日、サディスティックヴィレッジ）
- 街行く女子○生限定! ‘1cm1万円’のギリギリディルドチャレンジ! 「先っぽだけなら… 照」とまたがったら彼氏より大きなディルドにより敏感な膣口を刺激され発情腰振りが止まらない!（2月25日、サディスティックヴィレッジ）
- 彼氏に完全服従する性処理能力の高いハイブリッドな言いなり彼女（2月13日、バルタン）
- 人妻の浮気心 結城のの（3月1日、人妻援護会/エマニエル）
- マジックミラー号ハードボイルド街行く女子○校生がおま○こ丸出し拘束されたまま何度もイカされ絶頂潮吹き! 人生初の快感に火照りが止まらない素人娘はデカチンを見せつけられると連続生中出しも拒めない! 中出し合計12発（3月11日、サディスティックヴィレッジ）
- 母のママ友たちとAV鑑賞する事になってしまった童貞のボク。AVを初めて見たママ友たちは発情して『AVみたいなエッチがしたい』とまさかの大乱交!（3月19日、Hunter）
- 平日の暇な時間帯のメンズエステでW施術を薦められてお願いしたら欲求不満な奥さまセラピストに連続射精させられた VOL.3（3月25日、DANDY）
- 通勤道中であの娘がみだらな行為をしてくる映像（3月26日、TMA）
- 新人弁護士のボクが弁護するのは…愛する妻のNTR中出し孕ませ事件だった…（3月26日、人妻花園劇場）
- お嬢様私立女子校が共学になり僕の平穏な日々が一変! ドSなお嬢様率いる美人生徒会の性処理ペット係に任命されてしまい… 毎日毎日精子タンク空っぽになるまで中出しご奉仕!（4月2日、DOC）
- 朝起きたら女になってた会社員男性 (24) を徹底取材 マッチングアプリを常用する女好きクンをメス堕ちさせて、おま●こセックス大好きにさせる 水田賢治（4月7日、かぐや姫Pt/妄想族）
- 媚薬泥酔中に激振動ペニスリングでポルチオRUSH! 性欲爆発オーバーシュート（4月8日、サディスティックヴィレッジ）
- 舐めて感じる敏感濡れすぎお嬢様 結城のの（5月1日、S-Cute）
- パワハラ女上司に飲み会を強要されたので泥酔させ弱った上司を連撃ピストンで死ぬほどイカせて中出しまでした件。Vol.2（5月1日、変態紳士倶楽部）
- 寝取らせ検証『夫婦のセックスを記念に残すはずが代役との疑似SEXに…』プライベートAV制作で他人棒をオマ○コに擦られ続けた妻はその後浮気してしまうのか? VOL.5（5月7日、コスモス映像）
- 酔いつぶれた友達の横で、友カノにちょっかい出したらお互い感じまくり、バレないように声を抑えながらするSEXに興奮!!（5月7日、DOC）
- マスク外してもらってもいいですか?! 街行くマスク美人をガチナンパ! マスクと一緒に変態素人さんの性欲リミッターも外してしまい大乱れ!（5月21日、DOC）
- ふたなりヒロイン サイバー戦隊ジャスティオン・ホワイトバニー（5月28日、GIGA）
- 大量射精Director × 赤面女子 家までイってイイですか? VOL.1 超クリ派Aカップ敏感スレンダーJD! なぎさん / ハイセンス美大生スケパンエロ桃尻! ひなさん / 本物お嬢様! イキすぎ注意報発令! ののさん / 濡れすぎ感じすぎSEX好き20歳! さらさん（5月28日、赤面女子）
- ワリキリ 美味しそうな太ももでパンモロ誘惑され汗だく密着ハメ放題させてくれる色白の制服天使（6月1日、変態紳士倶楽部）
- 逆転マジックミラー号 パート7 高嶺の花のCA編 気品漂う国際線スッチー達のセックスをナマで見たくないですか!? 大人数に見られているとは知らずに激イキ姿を大胆に披露! 4時間4人収録（6月10日、SODクリエイト）
- 激イキ睾丸オイルマッサージ10人 凄腕エステティシャンたちがキンタマから精子を絞り出す! 4（6月19日、かぐや姫Pt/妄想族）
- 近くに親がいるにもかかわらず親戚の僕を誘惑して脳乱させてくる好奇心旺盛なエチエチ姪っ子 3（7月2日、DOC）
- 乳首責めとチ○ポ弄りで義父の精子が尽きるほど射精を迫る小悪魔嫁（7月19日、アクアモール/エマニエル ）
- 顔出し解禁!! マジックミラー便 一流百貨店に勤務する清楚で品格漂う美容部員さん 初めての公開ディープキス編 vol.03 8人全員SEXスペシャル!! 潤んだ口唇の美容部員さんが舌を激しく絡め合わせる濃厚接吻に思わずオマ○コ本気濡れ! 仕事中にもかかわらずキスまみれのデカチンSEX!!（7月19日、DEEP'S）
- ボクの部屋はいつの間にかワケあり家出少女たちの溜まり場! Hは決して嫌がらないし何度、中に出しても文句言わない。何があったのか… 理由は何も喋らないしほぼ無口… ゴム有りセックスだとほぼ無反応決め込んでくるけど掟破りのゴム無しセックスで反応しまくり!! 実は敏感度が良くてメチャクチャ感じてくれる。中に出しちゃっても当然怒りません!! 家出少女はただ黙ってティッシュで股間を拭くのみ…。（7月19日、Hunter）
- 「終電ないんで泊めてくださ～い」 超生意気な後輩2人と残業をしていたら終電がなくなった。と思ったらボクの家に泊まると言い出した。日頃の恨みを晴らすべく限界まで酔わせてヤってやる! というかヤってやった!!（7月19日、Hunter）
- 極薄コンドームお試し即ハメショウルームで女性スタッフ誰とでも何度もハメ比べ放題! ジューン・ラブジョイ 結城のの 来栖すみれ 花音うらら（7月22日、SODクリエイト）
- 羞恥 新任女教師が学習教材にされる男子校の性教育 生徒の目の前で無遠慮な指が膣に挿入される! プライドは崩壊するが、子宮の奥から愛液があふれ出る 6（7月22日、サディスティックヴィレッジ）
- 最近、格闘技にハマりだした意地悪お姉ちゃんの 脇汗たっぷりフェイスロック反撃脇クンニで猛犬ペロペロかましたらHな吐息が漏れてきて…（8月1日、MOODYZ）
- 親戚のエロガキにスカートもぐりクンニされ夫がいる至近距離でイってしまった叔母さんは挿入も拒めない 3（8月12日、ナチュラルハイ）
- 固定バイブだるまさんが転んだ 21（8月13日、はじめ企画）
- 家族盗撮40日分! 一緒に暮らす身内が仕込んだカメラだからこそ撮れた姉・妹の至近距離パンチラやすっぴん洗体等の無防備な姿を大公開! さらには寝ている隙に部屋に侵入! お薬の力を借りて局部セクハラ、生ハメ、喉奥イラマチオとやりたい放題!（8月13日、Hunter）
- 「初めてが私で嬉しいですけど緊張しますね、、、」 笑顔で優しく包み込んでくれる童貞の記憶にも記録にも残る極上のバブみ溢れる筆下ろし体験（8月20日、DOC）
- 羞恥 新入生 発育健康診断 2021～初夏～ 2枚組スペシャル（8月26日、サディスティックヴィレッジ）
- イクと同時にオシッコ噴射ピーガズム! 内見先で尿意マ○コをガン突かれ失禁イキが止まらない痙攣女（9月9日、ナチュラルハイ）
- 合宿に来ていた新体操部JDのレオタードを脱がせて背後からノンストップ乳首責め! 敏感なおっぱいの先っぽをしつこくいじられ腰をクネらせながら人生初の失禁乳首イキ潮!! 発情オマ○コをデカチンで激ピストンされたら中出しも拒めない! Part2（9月9日、サディスティックヴィレッジ）
- 手負いのヒロイン脱出・敗北 美少女戦士セーラーフロンティア（9月10日、GIGA）
- 【個撮】どこでもフェラ 4  11人（9月21日、かぐや姫Pt/妄想族）
- 羞恥! 青少年男女混合全裸体力測定2021 結城のの 伊東める 天音恋愛 工藤ララ 広仲みなみ 白川ゆず 橘ひなの（9月23日、サディスティックヴィレッジ）
- 四六時中、僕のデカチ○ポを狙ってこっそり誘惑してくる妻の妹（10月12日、マドンナ）
- トビジオっ! めざましNEWS 歴代最高潮吹き率No.1! 合計158トビジオ 飛距離・量が凄すぎる! 本番中、ずっと潮吹きっぱなし・失禁しても平然と原稿を読み上げる女子アナ 結城のの 堀内未果子 望月あやか（10月21日、SODクリエイト）
- 一般男女モニタリングAV マジックミラーの向こうには自慢の妻! 旦那の寝取られ願望実現企画! 記念日の『メモリアルヌード』撮影中の素人奥様に共演男性モデルがフル勃起デカチ○ポ見せつけ! 旦那よりもはるかに大きいチ○ポを目の前に恥じらいながらも思わず愛液を垂らしてしまった清楚妻が“30cm横で夫に見られている”とは知らずに寝取られ中出しSEX! デカチン激ピストンで子宮を突き上げられのけぞりイキが止まらない! 激イキ合計67回 7（11月9日、DEEP'S）
- 痴漢師にパンストの中で手マンされ濡れシミができるほどイキ潮を吹きまくる美脚女 4（11月11日、ナチュラルハイ）
- 全国のシロウト娘さんと ただ、ヤリたい…ハメたい! 素人ハメ撮り 東北地方編（11月23日、S級素人）
- 部長の嫁に誘惑されて（12月1日、プラネットプラス）
- 相席居酒屋でナンパした仲良し2人組をお持ち帰り。コソコソHしていると隣の部屋にいるガードの堅い女友達はヤラせてくれるか 其の29（12月7日、変態紳士倶楽部）
- 壁! 机! 椅子! から飛び出る生チ○ポが人気の放送局『(株) しゃぶりながらテレビ』…たまにハメながら!!（12月9日、SODクリエイト）
- 彼氏にフラれた直後の女友達と即エッチ! 朝まで寂しさを埋めるように獣セックス!（12月14日、Hunter）

- 角オナニー 擦り付けたら止まらない 5 13人（1月4日、かぐや姫Pt/妄想族）
- ノーハンドフェラは奴隷の証! 4 手を使わずにフェラチオする10人の素人娘（1月11日、かぐや姫Pt/妄想族）
- 会員制 人妻玄関ピンサロ ワタシのお口で気持ちよくしてあげる 7（1月18日、アクアモール/エマニエル）
- 義父と嫁、密着中出し交尾 結城のの（1月18日、グローリークエスト）
- 性欲旺盛な弟の嫁に誘惑されて…。 結城のの（1月18日、KSB企画/エマニエル）
- 『お口までと言っていたのに、挿入?』 超早漏で落ち込んでいるボクを心配する義母が手コキ & フェラですぐイカないように特訓をしてくれる事に!（1月25日、Hunter）
- 妻がいる至近距離で平然とマッサージしながらこっそりチ○ポを挿入し腰振り騎乗位で中出しまでさせるエステティシャン 5  総勢15人総集編付き2枚組 豪華版（1月27日、ナチュラルハイ）
- シロウトなんなん進撃GP!! Episode1（2月11日、ホットエンターテイメント）
- 羞恥! 彼氏連れ素人娘をマシンバイブでこっそり攻めまくれ! 21素人 VS マシンバイブ 激安居酒屋にマジックミラー特設スタジオを設置令和4年お正月だヨ! 美人姉妹が酒とノリでNTRスペシャル!編（2月23日、サディスティックヴィレッジ）
- 寮内の女子とならいくらでもヤリまくり! ヤリモク独身寮!（3月8日、Hunter）
- 最高乳と最高尻を弄ぶぬるてか昇天オイルマッサージ（3月22日、SEX Agent/妄想族）
- スポーツバー輪姦 2 友達の前で全裸にされ恥辱に震えながら犯され続けた女たち（4月21日、ナチュラルハイ）
- 洗脳リングに侵食されていく婚活女性達 ’わたし達、運命のご主人様に出会えました’（4月21日、SODクリエイト）
- 『待ってぇ!』再生開始0秒でいきなりクラスメイト女子2人に追いかけ回されてます! 『全然足りない! まだまだエッチするよ』 2人の性欲モンスターがボクのチ○ポをロックオンして地獄の果てまで追いかけ回し!（4月26日、Hunter）
- 絶倫オフパコギャルとマッチング チクビ弄りっぱの騎乗位で精子枯渇するまで腰フリ連射（5月17日、kira☆kira）
- 粘着ストーカーMの電車痴漢・自宅侵入記録＃63・64（6月2日、蜃気楼）
- 新卒美少女を裸にして尻穴と膣穴の奥まで視姦する［セクハラ圧迫面接］危険日に中出しされたのに不採用にされ号泣! 2022春 倉本すみれ 乃木蛍 結城のの（6月9日、サディスティックヴィレッジ）
- 素人娘の全裸大図鑑 7  5時間34人増刊号 今時の女の子が恥じらいながら脱衣していくヘアヌードコレクション（6月14日、かぐや姫Pt/妄想族）
- 私のどこが好き?って聞くと『おま●こ』って即答する彼に毎朝クンニで起こされる舐められ同棲生活 結城のの（6月17日、ドリームチケット）
- ≪持ち帰り寝姦≫ マッチングアプリで釣れたOLなのに、ガード堅かったから媚薬飲ませて眠らせて勝手にヤッた動画。 のの（7月5日、ナンパJAPAN）
- 「こんなところでゴメンなさい…。でも、もう我慢出来なかったの…」 トイレが故障で使えず膀胱限界の放尿婦人 36人（6月21日、アクアモール/エマニエル）
- 一般男女モニタリングAV またがり腰振りヌキまくり!! 水泳部の女子大生がズラ～ッと横に並んだチ○ポ10本をガニ股騎乗位で連続即ヌキに大挑戦! フル勃起チ○ポを騎乗位で次から次へと射精させザーメンで溢れるほどに満たされたオマ○コは絶頂が止まらない!! 4人合計中出し40発!（7月5日、DEEP'S）
- マジックミラー号 × おもいっきり生電マSP企画 ド素人女子大生がまんぐり拘束で初めての生電マ体験! インタビュー中にクリを責めたてられ連続潮吹きイキ! 興奮が止まらない大量つゆだくマ○コは生挿入しても怒らない!（7月7日、ナチュラルハイ）
- 俺の素人Z+PLUS 弐号機（7月22日、俺の素人Z+PLUS）
- 素人女子大生ガチナンパ! うすーいラップ一枚挟んで童貞君と素股体験してみませんか? すぐに破れて生ち●ぽがズボッ! 「Hはダメっ!」と戸惑う素人娘にそのまま中出ししちゃいました! 美人のみ選りすぐり6名5時間スペシャル（8月26日、赤面女子）
- ナンパコ No.39 お育ち良さげな美女の濡れやすいマン●にラップを被せて素股して勃起生チンで激しく擦って突き破る! 「入りたかったんですよね? イイですよ…」とチン●で感じまくり連続中出しされた真面目な受付嬢!（8月27日、First Star）
- 10年ぶりに再会した幼なじみのお姉ちゃんに昔みたいにイジめられた僕は思わずフル勃起 そんなチ○ポを嘲笑う鬼サドお姉ちゃんの加虐嗜好にどハマりする僕。 結城のの（9月1日、MILK）
- 予約半年待ちリピ率100％ 某メンズエステ店 密室 × 密着 イキ過ぎた禁断サービス 5（9月2日、DOC）
- デカチンを誘惑する美人巨乳妻、離島から上京してきた素朴な島人美少女、エロい街’錦糸町’が生んだAV女優、東京下町でお漏らし溢れ出る中出し & 顔射SEX277分8発射!!（9月27日、東京恋人）
- 人気美容系配信者オマ×コメッタ刺し 鬼畜な企業案件 結城のの（10月18日、ドグマ）
- アナウンサー志望の名門校女子大生限定! 「女子アナはどんな状況下でも原稿を読めるはず!?」 固定バイブ淫語ニュース超過激リポート イタズラ妨害に屈せず原稿読み終えたら100万円! 途中で断念したら即ハメ中出し罰ゲーム!（10月18日、はじめ企画）
- バイト新人狩り飲み会。『深夜までシフト入れている女、ワンチャン説』めちゃかわ剛毛JDを集団生ハメ交渉＆まさかの成功… 幸せ過ぎ! 来世は虫決定!（11月1日、こぐま/妄想族）
- 義母のおかげでママ友と毎日エッチなことをしています。ひきこもりの息子は義母を毎日犯しています。義母は息子が怖くて言いなりに。毎日性欲のはけ口にされるだけでは飽き足らず、義母の友達を家に連れてこさせ睡眠薬で眠らせた後、寝ている間に何度も何度も中出し。義母は次第に息子に協力し共犯関係でママ友を陥れる。（11月22日、Hunter）
- 美脚キャビンアテンダントだけを狙う大手航空会社専門 追撃ピストンマッサージ 2（12月6日、変態紳士倶楽部）
- こっそり服の中で乳首いじり痴漢され電車内でレズイキさせられた美乳女（12月22日、ナチュラルハイ）
- 素人女子大生限定! パンティ素股でカチカチち●ぽがアソコに擦れて赤面発情! クロッチは恥ずかし汁まみれ! そのまま生で擦り合わせて、ヌルヌルワレメに結局つるんっと入って生中出し! H大好き? 陽キャ編（12月23日、赤面女子）
- 東京中出し部 Vol.07 8名230分（12月27日、MERCURY）

- 「ちゃんと勉強するからエッチなことも教えて… だって先生のことが好きなんだもん」 マジメな女子○生が家庭教師を誘惑する… イケないことだと理解しつつも我慢しきれずエッチすると「ダメダメっ抜いちゃヤダぁ～」 膣奥までカニばさみロックで何度も中出し強要する 3（1月5日、素人39）
- 【シコり過ぎ注意】 個撮・ドスケベ娘・肉尻・ギャル・中出し・ハメ撮り（1月17日、チキチキカマー/妄想族）
- 剛毛すぎる全裸セラピスト 施術中は常にマ●コもアナルも見放題! 舐めても触っても完全OK! 超神対応回春メンズエステ! 結城のの（2月2日、MILK）
- Wいじめ ～K県A区/強●性処理記録→校内保健室睡眠●・脅しイラマ・精飲・ノーパン散歩・強●レズ・服従4P姦（2月2日、素人39）
- モデル並み長身おねえさん ドMおじさん責め大好きな清楚系隠れ変態でした 結城のの（2月25日、Shark）
- 「今さら出てけなんて… 三日も一緒にいるんだよ?」「えっ!? 三日も?」「エッチなことしてもいいから…ダメ?」 寂しがりやの女子がいつの間にかボクと同居生活! ボクのマンションにはいつもエレベーターで一緒になる女の子がいる。ある日、ボクがテレビを見ていると、いつの間にか隣に座ってくつろいでいた! 突然現れ戸惑うボクに「お家誰もいなくて寂しいの。おじさんも一人ぼっちで寂しいでしょ?」とボクに跨がって激甘えまくり! 当然硬くなるボクの股間を見て彼女は…!（2月28日、Hunter）
- 「えっ!? コレが実習?」 エステ専門学校に入学したら男はボク1人! 3 実習はタオル1枚の女子の体を触りまくり! ボクの股間は触られまくりでフル勃起! 実習中はタオルだけで身体を隠しているものだからズレて女子の胸や尻が見えまくり! ボクが施術される時も際どいところまで施術されるので思わずフル勃起! 案の定バレて怒られると思いきや寮生活で欲求不満になっていたのか金玉がカラカラになるまでデトックスさせられちゃいました…。（2月28日、Hunter）
- 気弱な美人エステティシャンのアソコに紙パンツからハミ出した勃起チ○ポをパンティ越しにグリグリ押し当てて欲しがるまで焦らしたら、ヤレるのか? クリトリスを刺激する亀頭の感触にじんわり染み出す愛液…（2月28日、Hunter）
- 文京区にある女教師が通う整体セラピー治療院 35（3月7日、変態紳士倶楽部）
- 予約半年待ちリピ率100% 某メンズエステ店 密室 × 密着 イキ過ぎた禁断サービス 10（3月10日、DOC）
- 過激すぎる密着施術で客ち●ぽを甘焦らし勃起させヒモパン越しに擦り付け生ハメ誘うマスク美女メンエス嬢 2（4月4日、FunCity/妄想族）
- 「ずっと私と一緒にいてね」 メンヘラだけど可愛すぎるOLに飼育されているボク。彼女の言うことは絶対! オナニーや他の男とのエッチを見させられたりフラれたらエッチを求めてきたり…。正直面倒なことも多いけど、嫌な顔をすると悲しまられるのでしばらくはここでお世話になります。（4月11日、Hunter）
- 入院中の性処理をお見舞いに来た同級生にお願いしたところエロ尻騎乗位でヒヤヒヤするほど超大胆に抜き差し中出ししてくれた（4月18日、FunCity/妄想族）
- シロウトなんなん進撃GP!! Special Episode feat.FALENOTUBE（4月20日、FALENO TUBE）
- どこでもフェラチオ美少女 4  放課後女子○生10名（4月25日、S級素人）
- 結城のの 解体新書（5月2日、S-Cute）
- アナル丸見え固定バイブまんぐり絶頂我慢チャレンジ! ナンパしたJ系女子が固定バイブ1000秒耐久ミッション! 尻穴ヒクつかせて絶頂したら種付けプレス罰ゲーム（5月16日、はじめ企画）
- アソコに直穿きスポウェア女子 エッチな気分がアソコからにじみ出ちゃうエクササイズ!（5月27日、オイスター海運）
- 一般男女モニタリングAV またがり腰振りヌキまくり!! 大手航空会社対抗! 黒パンストの美脚キャビンアテンダントがズラ～ッと横に並んだチ○ポ10本をガニ股騎乗位で連続早抜きバトル! 負けたらデカチン輪姦3Pで屈辱の大量ザーメン制服ぶっかけ!（6月20日、DEEP'S）
- カフェ娘連鎖痴漢 5  営業中の店内でイキ堕ちた言いなり店員を利用する数珠つなぎ痴漢計画（7月6日、ナチュラルハイ）
- 友達の前でどこまでエッチなことできますか? Episode3 feat.FALENOTUBE（7月6日、FALENO TUBE）
- Red Dragon 結城のの（7月11日、ゴールド/妄想族）
- 【ハメログ】スレンダーギャルにお酒を飲ませたらヤリマンオーラが全開だったのでそのままハメ撮りしちゃいました! 結城のの（7月18日、チキチキカマー/妄想族）
- 観光バスツアー痴漢（7月20日、ナチュラルハイ）

### アダルトVR
- ボクにマジ惚れの彼女が構って欲しくてあの手この手でエッチなちょっかい出してくる。最後はボクに跨り勝手に挿入し腰振り出したらびっくりする ほど騎乗位が上手くてエロくて気持ち良すぎた嬉しいハプニング（1月25日、アイデアポケット）
- アイポケ専属結城ののが1日限定デリヘル嬢になってボクの家に! ぎこちなくまだ慣れてない感じだったから強気に押し切ったらまさかの本番 やらせてくれた。やっぴーwww（3月15日、アイデアポケット）

- 【本番NG】を掲げる悪徳性感エステ店 ～施術を受けにきた欲求不満の【剛毛】美少女を媚薬とオイルマッサージでイカせまくり、発情させて【キメパコ中出し】してやった～ 結城のの（12月7日、こあらVR）

- 僕は彼女の言いなり ～彼女に射精管理されながらのイチャラブセックス～ 結城のの（1月15日、CASANOVA）
- デリヘル呼んだら僕をバカにする【クソ生意気な妹】がやってきたので、家族にバレたくない妹をお返しとばかりに何度も×2ハメまくって【顔射】【連続中出し】してやった! 結城のの（1月21日、こあらVR）
- 高○寺の大衆キャバクラ再現VR! 本指名のキャバ嬢・ののちゃんはボクのいじわ～るな言葉責めにも常に笑顔で神対応!! 店で盛り上がった後は「アフターチ○ポ」が欲しくなってホテルでびしょ濡れおマ○コでイキまくっちゃう! 最高の「コレがいい!」… 結城のの（1月27日、MOODYZ）
- 泥酔して帰ってきた姉の乱れた姿を前に欲情した弟の近親相姦（2月22日、TMA）
- 僕の彼女は大人気AV女優‘結城のの’ どんどん可愛くエロくなって心配だけど「私の居場所はここだよ」って見つめられたらロマンティックが止まらない激甘同棲生活（5月13日、kawaii*）
- 天井特化VR 体液ドロドロ接吻騎乗位（6月13日、ROOKIE）
- スローモーション特化 ヌキやすいエロシーンをじっくりスローモーションで見れるVR（7月1日、ROOKIE）
- 風パンチラ（7月7日、KMPVR）

- ハーフミラー越しに彼女がいるのに大胆不敵に痴女られるペア個室NTRエステ 乙白さやか（1月20日、S1 NO.1 STYLE）-主演は乙白さやか。結城は脇役で出演。
- 【優しい乳首責め痴女VR】 上品お姉様二人がかりでボクの乳首集中的に責め上げたあげく丁寧淫語で射精に誘う会員制秘密エステVR 猥褻エステティシャン! 徹底的W乳首責め!! 結城のの 白川ゆず（2月22日、ワンズファクトリー）
- 「キミが噂のチンポ君!?」 公衆トイレ逆痴漢 ～ネットでJ●に噂の性欲処理係は僕!?～（3月31日、TMA）
- 僕だけが知ってるツンデレ妹のトロ甘キスイキ顔 結城のの（4月24日、KMPVR）

- 挿れて舐めてまた挿れて 義妹の火照った剛毛マ●コをこれでもかと舐めたボク 結城のの（4月16日、KMPVR-彩-）
- 超高級会員制レズ鑑賞CLUB ～変態女たちが特別VIPシートに座るあなたの為に間近で見せてくれる禁断アクメショー～ 八乃つばさ 新村あかり 結城のの（6月9日、ナチュラルハイ）
- もっと剛毛おま○こ超接写JOI 全員未処理! もじゃもじゃ女子○生の天然マン毛をじっくり見て、舐めて、堪能しながらシコりたい君へ 花音うらら 本田さとみ 結城のの（6月23日、ナチュラルハイ）

### アダルト配信
- のん（11月24日、＃素人裏アカウント ちょっぴり激しいの好き）
- 【命令で●●セックス】ののちゃんに革命を。ペット志望のモデル体型美女!? その実態は男をヌいてヌいて暴れまわる性欲の権化! 車内の男、待機中の男。チ●コならなんでもいいのか!!? 精液まみれのエロコス連続セックスwww 【しろうと変態革命 22人目】ののちゃん 25歳 ペットな彼女（12月8日、SUKEKIYO）
- 【透明度100%超絶美乳美女ギャラ飲みに降臨】 ベビーフェイスに抜群のプロポーション! 笑顔がカワイイおしとやか美女と横浜満喫デート→ギャラ飲み3Pセックスnight♪お願いされたらノリに任せてセックスしちゃう田舎の美女の正体は、超敏感体質で腰をくねらせて喘ぐ蛇女だった!! おま○こ全開のM字姿で公開放尿!! 清楚なのに恐ろしく卑猥な表情でイキ乱れる… ユウちゃんの不思議な魅力にどっぷりハマって射精連発!! 【関東ギャラ飲み連盟 NO.3 ゆう】（12月11日、プレステージプレミアム）
- 高身長 × 幼顔エステティシャンと密室で禁断行為 こひなたさん 22歳 / 美尻・美乳（12月14日、しろうとまんまん）
- 朗らかでキュートなおじコンJ○は、やらしい事が大好きなドスケベっ娘! 指をびしょ濡れにする糸引く愛液、おじさんとのHを想像して電マでオナるウブかわ告白、風呂場で大量放尿… 全部がドシコい生ハメ3回戦!!! 顔射中出し、出しまくりっ!! 【のんちゃん (彼女)とおじさん (彼氏)の特別な一日】（12月20日、しろうとまんまん）

- 【しろうとハメ撮り】 ののちゃ / 24歳 / 女教師※ロリ顔なのに性欲旺盛な絶倫モンスターと化すドエロ教師とハメ撮り! 中出し&美尻発射で濃厚2連続SEX!!（1月13日、MOON FORCE）
- 【合コン→テイクアウトSEX!?】 色白巨乳ギャルをお持ち帰り!? ～4連続中出し～ ののちゃん 20歳 / 巨乳色白ギャル（1月19日、しろうとまんまん）
- のの (orec680)（1月27日、俺の素人-Z-）
- のの（2月16日、素人参加バラエティ）
- 【20歳 宮城県】もも（2月22日、しろうとパックンチョ!!）
- ねね（3月5日、マジックミラー号ハードボイルド）
- Yちゃん（3月19日、ホームメイド）
- 足指からアナルまで舐めまくるロリ顔美女を酒で酔わせてハメ倒し&ヨがらせ乱れ咲ッ! 小動物系OLの本性は、酔ったノリでSEXできちゃうペロリストだったー!?の巻!! 【マスク外してもらってイイですか? 2人目】 ののさん 25歳 / お酒もエッチもだいしゅきな小動物系OL（3月23日、ナンパdeハメハメ）
- 【ド痴女開眼 × 中出し顔射3連発】 可愛い顔してヤルこたヤル! ドS開眼! M男軍団にスパンキング! 聖水! 男潮! 抜きまくりやりたい放題! からの～ドM開眼! 「おち●ちん挿れて下さいッ」からのハメ潮びしゃびしゃ→中出し2連発→「おま●こイキますッ」の大絶頂でYOU WIN!! 【妄想ちゃん。17人目 ゆきさん】（4月10日、Jackson）
- 【トイレオナニー】性欲が高まりすぎて我慢できなくなったOL・J系がトイレでバレない様にこっそりオナニー! 剛毛マン毛からパイパンまでさまざまな女子たちが日常生活中に身体のうずきが抑えられない! おっぱいまる出しで乳首も一緒にイジりはじめ気持ちよすぎてついつい出てしまうアエギ声を抑えながらオマ○コに指を入れてコネくりまわす。指の動きは激しさを増していき、放尿・イキ潮・おしっこ!! トイレの中をビショビショにしてしまうほど盛大アクメ!（4月15日、AKNR）
- 【配信専用】絶対主観!! もはや精子が枯渇寸前! 超気持ちイイッ!! 乳首舐め手コキ #3（4月15日、ふぇちぽいんと）
- 【ハメ狂いの快楽主義者×中出しオネダリ社長令嬢】神々しいほど美しい白肌! Eカップの美巨乳&華奢スリムBODY! ついでに激カワただの女神ッ! 弄るたびピュッピュと潮吹きを連発する超敏感マ○コ! バイブもチ○ポもハメまくる嵌メグルイ!! エロすぎる網タイツチャイナドレスに欲望爆発!! パワーファックで本気イカセ! 理性がぶっ飛ぶまでイキ果てる! ドロドロ中出し3連発!! No panties China dress!! 【なまハメT☆kTok Report.16】のの 25歳 世界各国のチ○ポを食べ回る社長令嬢（4月17日、プレステージプレミアム）
- のの（4月22日、S-Cute）
- のの 2（4月28日、S-Cute）
- 【NTR】ベビーフェイスの色っぽボディを彼氏の目の前で寝取る… 宅飲みで酔い潰れて雑魚寝してしまった友達とその彼女【盗撮】 ゆき 22歳 / モデル体型JD（5月3日、ドキュメントdeハメハメ）
- のの 2 (orec770)（5月21日、俺の素人-Z-）
- 【配信専用】<<完全主観>> 貴方のチ○ポも必ず抜かれる…! 手コキしか勝たん! 美少女手コキ!（5月27日、ふぇちぽいんと）
- マジ軟派、初撮。 1650 のの 22歳 上京ガール (求職中) 「シティガールに憧れて…」 今まさに上京してきたお上りさんをホテルへ連れ込み! 都会の洗礼を食らった美少女はハメ潮を漏らして息も絶え絶えに快感に打ち震える!（6月19日、ナンパTV）
- ゆの (hoi188)（7月1日、素人ホイホイZ）
- 【配信専用】主観大好き!! エチ過ぎ注意!! すんごいレロレロベロチュー手コキで射精待った無し! 2（7月1日、ふぇちぽいんと）
- ベビーフェイスの聖母【結城のの】が童貞クンをた～っぷり甘やかす癒し・イヤラシ・筆下ろし! 得意技の騎乗位炸裂でまさかの暴発! →メイド服にメタモルフォーゼ! 童貞クン名誉挽回の二回戦突入!（8月9日、しろうとまんまん）
- ラグジュTV 1443 佐倉井さん 28歳 某企業広報担当 興味本位でAV出演を決めたという某企業広報担当の美女がカメラの前でおま○こをビショビショに濡らしイき乱れる! 徐々に雰囲気になれると目の前の巨根を愛でるかのようにご奉仕! 次第に大胆になった彼女が魅せる妖艶な腰使いは必見!（8月13日、ラグジュTV）
- のの（8月15日、アイドリ）
- のの 2（9月1日、素人参加バラエティ）
- 【潮ソムリエJD × 濃厚射精3連発】トビシオ ハメ潮 おしっこ… 潮を極める変態女子大生降臨！！美乳美尻の黄金ボディ!! フェラ顔まで可愛いってどういうこと?ww どこもかしこも潮まみれの激濡れ必見SEXを激写!! 【なま撮りJD。#02】 のぞみ 21歳 大学3年生 イタリアンレストランでバイト（9月4日、プレステージプレミアム）
- 【配信専用】小生意気なJ●が淫語連発!! 羞恥と快楽でM男責め!! 3（9月9日、ふぇちぽいんと）
- 小野ゆうき（9月15日、東京恋人）
- 【配信専用】新「ちょ、待っ、え! こんなところで!?」 バレたらマズい場所で美少女がチ●ポをエッチに抜きまくり! 2（9月30日、ふぇちぽいんと）
- 【ハメ潮女王】美人で超スタイルな司法書士とマッチング!! 薄く割れた腹筋BODYに揉み心地最高の美乳と桃尻を兼ね備えた最高のカラダを貪り尽くす!! 膣奥にデカチンぶちこめば、とにかくず～～っと潮を吹きまくる超絶敏感マ◯コ!! 「コテンパンにしてほしい♪」って言われたので容赦無用の鬼ピストンで無限にイカせまくった結果…!!!??【t●nderist!!】彩音 26歳 司法書士（12月12日、Janet）
- N70ちゃん（12月17日、蜃気楼）
- 【今期No.1即イキ鬼潮人妻!!】 超美人で神スタイル! マジでSSS級!! リモバイ仕込んで連れ回したら野外でガチイキ【とんでもない変態女キタww】 チ●ポ挿れたら即イキ! ハメ潮が溢れ出す無限ループ!!! 超敏感マ●コは常にグチュグチュww 頼んでないのにアナルまで舐めだしてド変態すぎww 超アグレッシブな騎乗位でガンガン腰振り!! 肉棒大好き肉食妻に濃厚精液をたっぷり注入して差し上げたww 【控えめに言って最高傑作!!!】 結城ののさん 30歳 アイドルグッズ店経営（12月27日、プレステージプレミアム）

- 結城里英 & 藤崎りん（1月4日、AROUND）
- 小野麻美 & 結城里英（1月4日、AROUND）
- ゆの (24) 素人ホイホイZ・素人・保育士・2発射・美少女・清楚・美乳・スレンダー・電マ・顔射・ハメ撮り（2月11日、素人ホイホイZ）
- まりな & ひなの（2月20日、イカセ素人）
- 【デカチン限定チ●コソムリエ兼舐めダルマ女子】セックス前に毎回恒例のチ●コ計測タイム! チ●コ計測するも予想外のデカチンに大興奮!! そのまま本能の赴くままに即尺で神業フェラ披露!! 舐め技に自信ありと豪語するだけありかなりの舐めスキル持ち! モンスター級デカチンを舐め舐めするとダラダラだらしなく濡れるマ●コ! そのままデカチン挿入でアへ顔絶頂からの痙攣イキ!! ＜エロい娘限定ヤリマン数珠つなぎ!! ～あなたよりエロい女性を紹介してください～ 102発目＞ のぞみ 24歳 介護士（2月23日、プレステージプレミアム）
- 【生哀願4連発】【ハメ潮うねり絶頂】【淫語小悪魔】【スレンダー美BODY】【ハメ撮り→3P】【中出し3発顔射1発】エロい…可愛い…完璧美BODY! この女～ッギルティ～ッッ!! 生で挿れて… ゴムいらない… 中に出して! この女～ッギルティ～ッッ!! 潮吹いて… 痙攣して… イキまくる! この女～ッギルティ～ッッ!! この罪深きGAL… 完全ギルティ～ッッ!! ギャルすたグラム＃039 【ハメ潮うねり絶頂4連発】みおちゃん (??) 生中出しOKネイリスト（3月11日、ギャルすたグラム）
- のの（4月3日、Pinky Rush）
- 【経験人数3ケタ超えのヤリマン鯨美女が全部ヌク!】 精子をヌキ尽くした後は潮を吹くまで全部ヌク!? ムレムレ顔騎でオナニーサポート! ちんぐりアナルをベロベロ舐め回し、愛液ぬるぬるマ●コでハメ潮ビチャビチャ撒き散らす! 射精直後の敏感チ●ポを容赦ナシの追い打ち手コキ！ドロドロのエロ汁に溺れる湿度MAXじっとりセックス! 計6発+α【M男のち●こ全部ヌク大作戦! #004】 のの（5月6日、素人CLOVER）
- 【配信専用】朝フェラから始まる最高の1日 理想のMorning Routine!! 5（7月7日、ふぇちぽいんと）
- ののさん (oreco155)（8月15日、俺の素人-Z-）
- ド変態夫婦の過激すぎて垢BANされた配信動画 のの（9月14日、E★人妻DX）
- のの（9月24日、Buzzシロウト）
- のの（12月9日、＃素人しか勝たん）
- ののちゃん 3 (oreco215)（12月12日、俺の素人-Z-）

- のの (spay172)（1月3日、素人ペイペイ）
- なな & のの（2月1日、素人ペイペイ）
- のの 2（2月10日、＃素人しか勝たん）
- ノノ（2月21日、パコッター）
- ノノ 2（2月21日、パコッター）
- 【中出しCA! 緊急離陸SP】 イ●スタにエロい自撮りを載せる、爆乳 & 超スレンダー美脚の国際線CA二人組をSNSナンパ!! ファーストクラス級の高級リムジンでご奉仕プレイを堪能した後は、最上階スイートルームで乱気流ハーレム3Pセックス!!! ゴム無し生ハメでイミグレ貫通!! 絶頂までのワンウェイ・チケット!!! レズ、潮の飲みあい、コスプレSEX、何でもアリのフルサービスエアラインを堪能せよ!!! 【イ●スタやりたガール。スペシャル】 ハネダさん(25) & ナリタさん(25) / 国際線CA（2月26日、Jackson）
- 笑顔が素敵なスレンダー美乳妻を自宅に招いてAV撮影! 「美容の秘訣は運動…かな♪」 奇遇ですね、僕も運動(SEX)大好きっす! 一見草食系妻だけど、蓋を開けるとガッツリ肉食系でした笑 雰囲気草食系のオンナほど性欲が強い説…あると思います。結城ののさん 26歳 専業主婦（3月31日、KANBi）
- のの 3（4月7日、S-Cute）
- のの 4（4月8日、S-Cute）
- のの 5（4月9日、S-Cute）
- のの 3（4月28日、＃素人しか勝たん）
- 【爆潮まみれ】【禁断中出し】【スレンダー神美身】「すごく良い人だけど彼氏じゃ満足出来なくて…」 結婚を控えた彼氏とのSEXじゃ満足出来ず、応募してきた美人アラサー。大人しそうな顔に似合わず、イクたび超豪快! 大量潮吹き!!! ベッドもあそこもビッチョビチョのグッチョグチョ! 「まだ足りなくて…」と性欲爆発させながら自ら2回戦を打診! 彼氏持ちの敏感マ●コにNTR中出し大量2連発!!! 【アラサーちゃん。19人目 永瀬さん】（4月30日、Jackson）
- 【ほぼ水着な姿で全身からイヤラシイ感を出してくる美人施術師! 客からのお触りは禁止なのにこの人は自由に触っていいの…?】 乳首や鼠径部を入念にマッサージされ極限の興奮状態! これは逆に身体に悪いのでは?と思ったけど2回も中に悪いものを出させてくれました! こひなたさん / 可愛らしい顔で客の乳首をいぢめる小悪魔施術師（5月26日、ドキュメントdeハメハメ）
- のの（6月13日、しろうとパックンチョ!!）
- NONO（6月20日、ヤレるパラダイス!）

### イメージDVD
- Nono 爽快ベビーフェイス（2018年10月11日、REbecca）
- Nono2 Nonstop nonfiction（2020年8月6日、REbecca）[7]
- Scorpion lover 結城のの（2022年12月16日、メディアブランド）

## 出版物

### 写真集
- chouchou 結城のの（2021年3月24日、徳間書店、撮影：植野恵三郎） ISBN 978-4-19-865269-2

### デジタル写真集
- Re:chouchou 結城のの（2021年12月22日、徳間書店、撮影：植野恵三郎）

## 出演

### テレビ
- 魚拓と成瀬のツキとスッポンぽん #229,#230（2019年1月20日,27日、パチ・スロ サイトセブンTV）[8]

### ウェブテレビ
- ロンドンハーツABEMA特別編（2022年5月31日、ABEMA）アンケート協力[9]